# Florida Gas Transmission
Florida Gas Transmission – трубопровід, споруджений для поставок природного газу з родовищ регіону Мексиканської затоки до Флориди.
Розвиток системи почався у 1959 році з трубопроводу довжиною 2700 миль, який створив маршрут транспортування блакитного палива з Техасу через південні райони штатів Луїзіана, Міссісіпі, Алабама до Флориди. Пропускна здатність при цьому становила всього 2,8 млрд.м3 на рік. В результаті подальшого розвитку у Флориді виникла ціла мережа відгалужень, що неодноразово перетинаються між собою та забезпечують природним газом більшу частину штату. Станом на середину 2010-х загальна довжина трубопроводів Florida Gas Transmission досягла 5500 миль,, а пропускна здатність збільшилась до 32 млрд.м3 у річному еквіваленті. При цьому основними споживачами протранспортованого палива є понад 50 електрогенеруючих об’єктів.
Однією з систем, що сполучена з Florida Transmission, є  мережа Gulf South Pipeline, численні газопроводи якої покривають узбережжя від Техасу до західної Флориди та забезпечують збір та передачу продукції різноманітних виробників.
У першій частині свого маршруту Florida Gas Transmission має перемичку з газовим хабом Choctaw, розташованим на півдні Луїзіани поблизу Батон-Руж. До нього подається як ресурс з традиційних газових родовищ, так і «сланцевий газ» формації Haynesville (через трубопровід Acadian Haynesville). Безпосередньо до хабу Choctaw також підключений бідирекціональною перемичкою газопровід Southern Natural Gas, що також прямує на схід та з яким Florida Transmission має ще один інтерконектор вже біля атлантичного узбережжя Флориди в окрузі Клей.
В центральній частині маршруту створений інтерконектор з системою Destin Pipeline, введеною в експлуатацію в 1998 році на південному сході Міссісіпі для обслуговування видобутку офшорних родовищ.